# Caupolicana gayi
Caupolicana gayi là một loài Hymenoptera trong họ Colletidae. Loài này được Spinola mô tả khoa học năm 1851.

## Hình ảnh

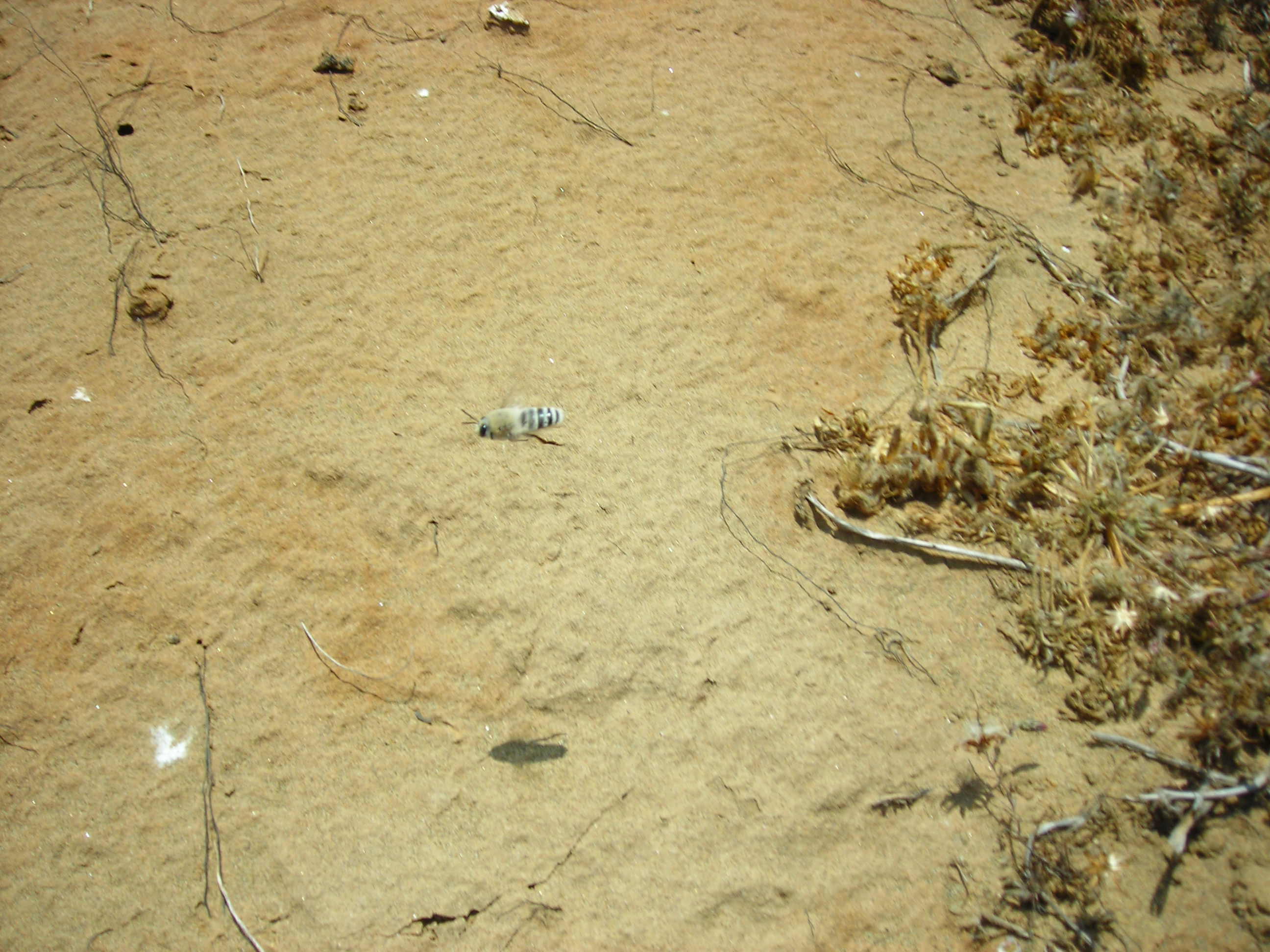
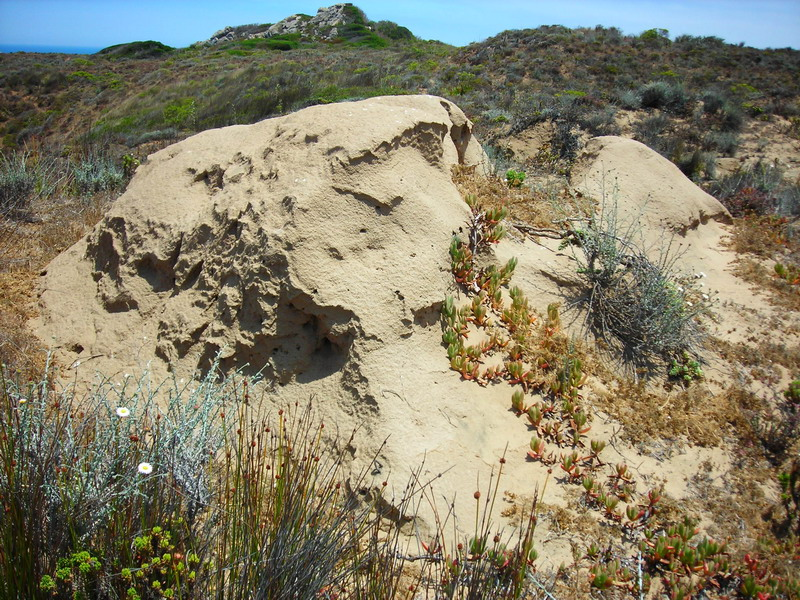
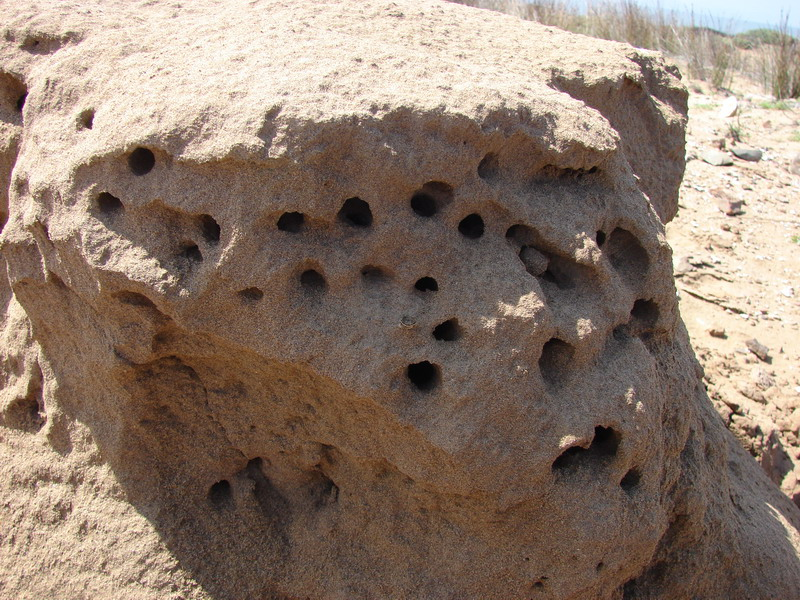